# Villa de la Bastière
La villa de la Bastière est une villa située à Vertou, en France.

## Localisation
La villa est située sur la commune de Vertou, dans le département de la Loire-Atlantique.

## Historique
Maison noble construite au XVIIIe siècle, elle passe par héritage de la famille Froust au baron Claude Eugène Ferey de Rosengat, fils du général Claude-François Ferey, qui la fait remanier par François-Léonard Seheult après 1820.
Le monument est inscrit au titre des monuments historiques en 1997.